# Abraxas invasata
Abraxas invasata is een vlinder uit de familie van de spanners (Geometridae). De wetenschappelijke naam van de soort is voor het eerst geldig gepubliceerd in 1897 door Warren. De soort komt voor in Indonesië, specifiek op Borneo en Sumatra. Het leefgebied bestaat uit laag en hooggeberte. De soort vliegt vooral overdag, maar kan ook in de nacht op komen dagen.